# Championnat d'Angleterre de football de deuxième division 1998-1999
Navigation
Édition précédente Édition suivante
La saison 1998-1999 de Football League First Division est la 96e édition de la deuxième division anglaise et la septième sous l'appellation Football League First Division.
Les vingt-quatre clubs participants au championnat sont confrontés à deux reprises aux vingt-trois autres pour un total de 552 matchs. La saison régulière démarre en août 1987 et se termine en mai 1999, les barrages de promotion se jouant par la suite. À la fin de la saison, le premier et le deuxième sont promus en Premier League et les quatre suivants s'affrontent en barrages. Les trois derniers sont quant à eux relégués en Football League Second Division.
Sunderland remporte le championnat et est promu directement comme le vice-champion, Bradford City, Watford FC s'impose lors des barrages de promotion et est le troisième promu.

## Compétition

### Classement
Le classement est établi sur le barème de points classique (victoire à 3 points, match nul à 1, défaite à 0).
Pour départager les égalités, on tient d'abord compte du nombre de buts marqués, puis du nombre de buts encaissés.
| Rang | Équipe                  | Pts | J  | G  | N  | P  | Bp | Bc | Diff |
| ---- | ----------------------- | --- | -- | -- | -- | -- | -- | -- | ---- |
| 1    | Sunderland              | 105 | 46 | 31 | 12 | 3  | 91 | 28 | +63  |
| 2    | Bradford City           | 87  | 46 | 26 | 9  | 11 | 82 | 47 | +35  |
| 3    | Ipswich Town            | 86  | 46 | 26 | 8  | 12 | 69 | 32 | +37  |
| 4    | Birmingham City         | 81  | 46 | 23 | 12 | 11 | 66 | 37 | +29  |
| 5    | Watford FC P            | 77  | 46 | 21 | 14 | 11 | 65 | 56 | +9   |
| 6    | Bolton Wanderers R      | 76  | 46 | 20 | 16 | 10 | 78 | 59 | +19  |
| 7    | Wolverhampton Wanderers | 73  | 46 | 19 | 16 | 11 | 64 | 43 | +21  |
| 8    | Sheffield United        | 67  | 46 | 18 | 13 | 15 | 71 | 66 | +5   |
| 9    | Norwich City            | 62  | 46 | 15 | 17 | 14 | 62 | 61 | +1   |
| 10   | Huddersfield Town       | 61  | 46 | 15 | 16 | 15 | 62 | 71 | -9   |
| 11   | Grimsby Town P          | 61  | 46 | 17 | 10 | 19 | 40 | 52 | -12  |
| 12   | West Bromwich Albion    | 59  | 46 | 16 | 11 | 19 | 69 | 76 | -7   |
| 13   | Barnsley R              | 59  | 46 | 14 | 17 | 15 | 59 | 56 | +3   |
| 14   | Crystal Palace R        | 58  | 46 | 14 | 16 | 16 | 58 | 71 | -13  |
| 15   | Tranmere Rovers         | 56  | 46 | 12 | 20 | 14 | 63 | 61 | +2   |
| 16   | Stockport County        | 53  | 46 | 12 | 17 | 17 | 49 | 60 | -11  |
| 17   | Swindon Town            | 50  | 46 | 13 | 11 | 22 | 59 | 81 | -22  |
| 18   | Crewe Alexandra         | 48  | 46 | 12 | 12 | 22 | 54 | 78 | -24  |
| 19   | Portsmouth FC           | 47  | 46 | 11 | 14 | 21 | 57 | 73 | -16  |
| 20   | Queens Park Rangers     | 47  | 46 | 12 | 11 | 23 | 52 | 61 | -9   |
| 21   | Port Vale               | 47  | 46 | 13 | 8  | 25 | 45 | 75 | -30  |
| 22   | Bury FC                 | 47  | 46 | 10 | 17 | 19 | 35 | 60 | -25  |
| 23   | Oxford United           | 44  | 46 | 10 | 14 | 22 | 48 | 71 | -23  |
| 24   | Bristol City P          | 42  | 46 | 9  | 15 | 22 | 57 | 80 | -23  |

Promotions
- 1er et 2e : promotion en Premier League
- 3e à 6e : barrages de promotion

Relégations
- 22e à 24e : relégation en Football League Second Division

Abréviations
- R : Relégués de Premier League
- P : Promus de Football League Second Division

### Barrages de promotion
|  | Demi-finales | Demi-finales     | Demi-finales | Demi-finales |                  |                  | Finale | Finale | Finale | Finale |
|  |              |                  |              |              |                  |                  |        |        |        |        |
|  |              |                  |              |              |                  |                  |        |        |        |        |
|  | 3            | Ipswich Town     | 0            | 4            |                  |                  |        |        |        |        |
|  | 3            | Ipswich Town     | 0            | 4            |                  |                  |        |        |        |        |
|  | 6            | Bolton Wanderers | 1            | 3E           |                  |                  |        |        |        |        |
|  | 6            | Bolton Wanderers | 1            | 3E           | Bolton Wanderers | Bolton Wanderers | 0      | 0      |        |        |
|  |              |                  |              |              | Bolton Wanderers | Bolton Wanderers | 0      | 0      |        |        |
|  |              |                  | Watford FC   | Watford FC   | 2                | 2                |        |        |        |        |
|  | 4            | Birmingham City  | Watford FC   | Watford FC   | 2                | 2                | 0      | 1(6)   |        |        |
|  | 4            | Birmingham City  |              |              |                  |                  |        | 1(6)   |        |        |
|  | 5            | Watford FC       | 1            | 0(7)         |                  |                  |        |        |        |        |
|  | 5            | Watford FC       | 1            | 0(7)         |                  |                  |        |        |        |        |

Watford FC remporte la finale et est promu en Premier League.